# Gary Bettman
Gary Bruce Bettman (New York, 2 giugno 1952) è un avvocato e dirigente sportivo statunitense, commissario dal 1993 della National Hockey League, la lega professionistica nordamericana di hockey su ghiaccio.

## Biografia
Bettman nacque nel quartiere del Queens, a New York. Studiò giurisprudenza presso la Cornell University di Ithaca, laureandosi nel 1974. Dopo aver proseguito nel 1977 i propri studi alla New York University School of Law, Bettman fu assunto dallo studio legale di New York "Proskauer Rose Goetz & Mendelsohn". Nel 1981 fu assunto dalla National Basketball Association, dove si dedicò all'area legale e a quella del marketing. Bettman arrivò ad occupare nella NBA gli incarichi di consigliere generale e di vice presidente.
Bettman è ebreo, e vive con la moglie Shelli ed i loro tre figli Lauren, Jordan e Brittany a Saddle River, nel New Jersey. Il fratellastro Jeffrey Pollack è stato in passato il commissario delle World Series of Poker.

## National Hockey League
Sotto la gestione di Bettman la NHL vide un'enorme crescita dei profitti, dai 400 milioni di $ del 1993 ad oltre 3 miliardi di dollari nel corso della stagione 2010–11. Inoltre aumentò nel corso degli anni il numero delle franchigie iscritte, in particolare quelle con sede negli Stati Uniti, portandole da 24 a 30.
Bettman è sempre stato al centro di forti critiche nel corso del suo mandato. Spesso è stato accusato di cercare di rendere più "statunitense" il gioco, espandendo la lega verso mercati storicamente poco ricchi, come negli Stati del Profondo Sud, a discapito dei mercati tradizionali del Canada e del New England. Bettman fu inoltre al centro dei due lockout che colpirono la lega, quello parziale del 1994-95 e quello del 2004–05, dove fu necessario cancellare l'intera stagione agonistica. Tali controversie lo hanno reso poco popolare di fronte ai tifosi della lega.